# Змагання (Днепропетровская область)
Змагання (укр. Змагання) — село, Криничеватский сельский совет, Никопольский район, Днепропетровская область, Украина.
Код КОАТУУ — 1222982806. Население по переписи 2001 года составляло 158 человек.

## Географическое положение
Село Змаганье находится в балке Каменоватая, по которой протекает пересыхающий ручей с запрудами. На расстоянии в 2 км расположены сёла Пахарь и Лукиевка.
Рядом проходит автомобильная дорога Т-0435.